# Joe Birkett
Pour les articles homonymes, voir Birkett.
Joseph E. Birkett (né en 1955) est un homme politique américain, membre parti républicain, actuel procureur du Comté de DuPage, qui est le comté le plus peuplé de l'Illinois.
En 2006, il devient le colistier de Judy Baar Topinka pour l'élection du gouverneur de l'Illinois. Le ticket républicain perd avec 39,3 % des voix face au ticket démocrate Blagojevich-Quinn qui obtient 49,8 % des suffrages.